# Sozialstandard
Als Sozialstandards werden in der Sozial- und Wirtschaftspolitik nationale und internationale Rechtsnormen des Sozial- und Arbeitsrechts zu Gunsten der sozialen Sicherheit für Arbeitnehmer bezeichnet, die bei der Vertragsgestaltung von Arbeitsverträgen zu beachten sind.

## Allgemeines
Die Institutionalisierung von Sozial- und Umweltstandards sowie die Verwirklichung politischer und sozialer Menschenrechte sind unabdingbar für eine weltweite soziale Entwicklung. Umwelt- und Sozialstandards sind eng miteinander verknüpft, weil die Umweltzerstörung bestehende Armut verschärft und umgekehrt.
Sozialstandards konkretisieren wirtschaftliche und soziale Menschenrechte.

## Internationale Normen
Sozialstandards können durch völkerrechtliche Verträge gesetzt werden.
Internationale Arbeitsorganisation
Hierzu gehören die im Juni 1998 von der Internationalen Arbeitsorganisation (ILO) in der „Erklärung über die grundlegenden Prinzipien und Rechte bei der Arbeit“ festgelegten Kernarbeitsnormen (englisch Core Labour Standards), insbesondere über Zwangsarbeit (Übereinkommen 29, 1930), Vereinigungsfreiheit (Übereinkommen 87, 1948), Vereinigungsrecht (Übereinkommen 89, 1949), gleiche Entlohnung (Übereinkommen 100, 1951), Abschaffung der Zwangsarbeit (Übereinkommen 105, 1957), Nichtdiskriminierung am Arbeitsplatz (Übereinkommen 111, 1958), Mindestalter für Arbeitnehmer (Übereinkommen 138, 1973), Arbeitsschutz und Arbeitsumwelt (Übereinkommen 155, 1981), Verbot der Kinderarbeit (Übereinkommen 182, 1999) und ein Förderungsrahmen für den Arbeitsschutz (Übereinkommen 187, 2006).
Europäische Sozialcharta
Sie wurde im Oktober 1961 beschlossen und garantiert der Bevölkerung in den Mitgliedstaaten umfassende soziale Rechte, gewährt jedoch keine subjektiven Rechte und ist für den einzelnen Bürger keine Rechtsgrundlage für eine Klage vor Gericht.
Handelsabkommen
Sozialklauseln sind Klauseln in internationalen Handelsabkommen, die Vorschriften über Sozialstandards enthalten. Sie regeln insbesondere das Verbot der Kinderarbeit und berücksichtigen das Lieferkettengesetz.

## Nationale Normen
Sozialstandards sollen für Arbeitnehmer soziale Sicherheit schaffen oder aufrechterhalten. Die soziale Sicherung zeigt sich vor allem durch die Arbeitslosenversicherung, Krankenversicherung, Rentenversicherung und Unfallversicherung, wenn diese mit einer Versicherungspflicht verbunden sind. Sie sichern Arbeitnehmer weitgehend vor den finanziellen Risiken aus Arbeitslosigkeit, Krankheit, Altersvorsorge und Arbeitsunfall ab. Zum Sozialstandard wird die soziale Sicherung erst recht, wenn die Arbeitgeber einen Teil der Versicherungsprämien in Form des Arbeitgeberbeitrags übernehmen.
Neben diesen monetären Sozialstandards gibt es auch qualitative wie humane Arbeitsbedingungen (Arbeitssicherheit, Arbeitsschutz, Arbeitsumgebung, Arbeitszeit, betrieblicher Gesundheitsschutz, Gleichstellung, Kündigungsschutz, Mehrarbeit, Sozialleistungen, Urlaub), Umweltbedingungen (Lärm-, Wetter- oder Klimabelästigungen) oder Verbot von Kinderarbeit und Schwarzarbeit.
In Deutschland ergeben sich Sozialstandards aus dem Sozialstaatsprinzip des Art. 20 Abs. 1 Grundgesetz, das über den Unternehmerfreiheiten des Eigentums, der Kapitalverkehrsfreiheit und dem Wettbewerbs steht.

## Wirtschaftliche Aspekte
Die Einhaltung von Sozialstandards erhöht bei Arbeitgebern die Personalkosten (Arbeitsentgelte), führt zu Lohnnebenkosten (Arbeitgeberbeiträge, Urlaubsgeld) und erhöht Materialkosten (Kantine, Schutzkleidung). Sie sind deshalb Gegenstand des Kostenmanagements mit dem Ziel der Kostensenkung. Der ganze oder teilweise Verzicht auf Sozialstandards ist das wesentlichste Motiv für das Sozialdumping. Die westlichen Industriestaaten mit hohen Sozialstandards neigen als Folge der Globalisierung dazu, Lohndumping und Abbau von Sozialstandards zu betreiben, um ihre Wettbewerbsfähigkeit zu erhalten oder erhöhen.